# Clarissa Stadler
Clarissa Stadler (Viena, 1966) es una periodista, presentadora de televisión y escritora austríaca.

## Vida

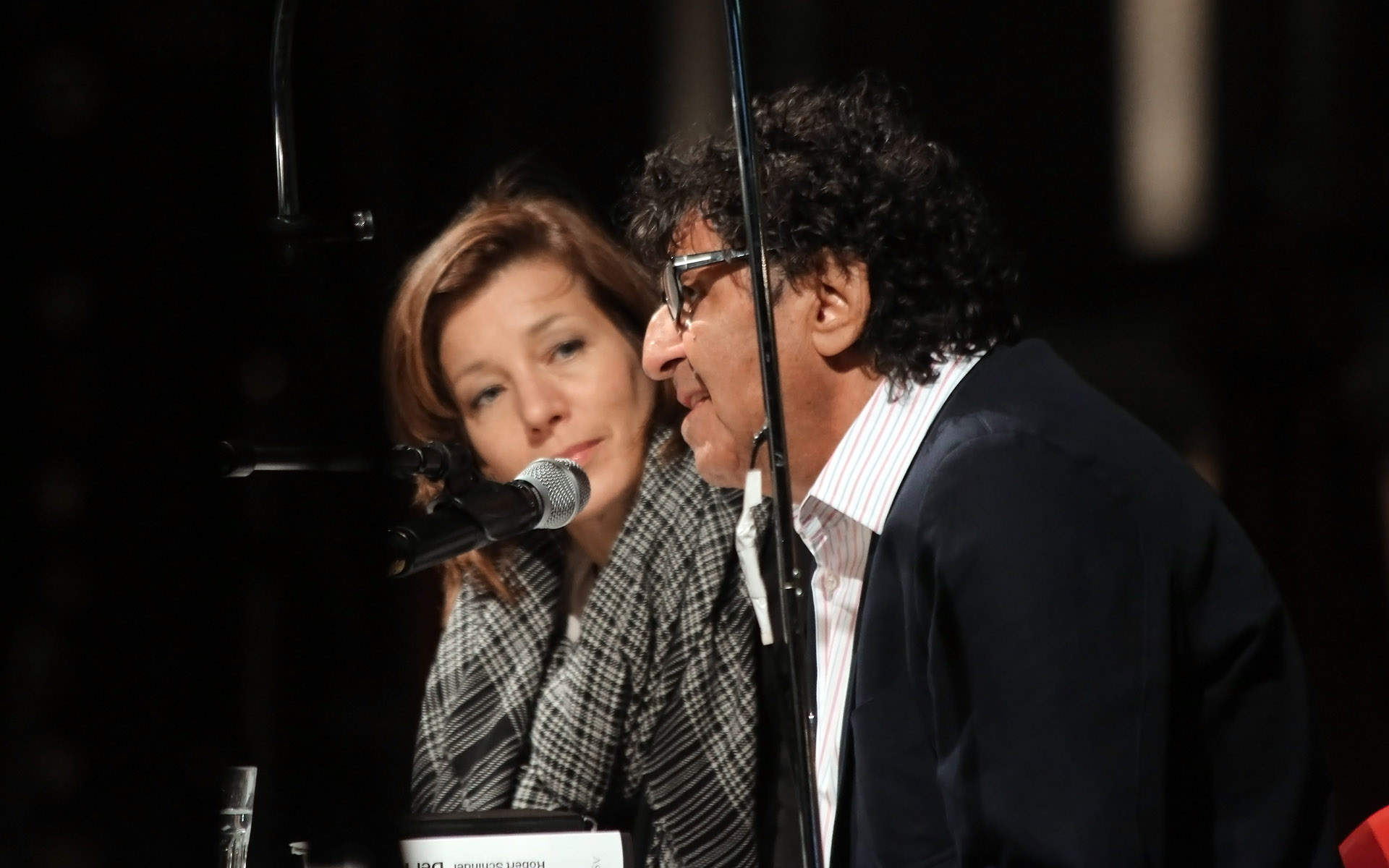
Clarissa Stadler junto a Robert Schindel en el año 2013.

Se crio en Alemania, Bélgica y Austria, y estudió ciencias comerciales. Desde el año 1990 colaboró y escribió textos para el diario Der Standard y el semanario Falter, así como para otros medios extranjeros. Empezó su carrera en el estudio de la cadena ORF de Salzburgo y más tarde trabajó en el programa de radio Die Musicbox de la emisora Hitradio Ö3. A continuación realizó una prácticas en el canal franco-alemán Arte.
Desde el año 1997 trabaja en la redacción de cultura de ORF, y presentó los programas Zeit im Bild (1999-2007) y karls.platz (2003).
Se casó en el año 2000 con el periodista Robert Hochner, aunque enviudó en el año 2001.
En el año 2005 publicó la novela N. Eine kleine Utopie. Entre los años 2009 y 2012 presentó el Premio Ingeborg Bachmann y desde 2010 lo hizo desde Klagenfurt para la cadena 3sat.
En el año 2007 empezó a presentar el programa cultural de ORF Kulturmontag; lo dejó en el año 2012, y en el 2013 volvió a presentarlo junto con Martin Traxl.